# Lista gatunków z rodzaju iksora
Lista gatunków z rodzaju iksora (Ixora) – lista gatunków z rodzaju roślin z rodziny marzanowatych. Należą do niego co najmniej 544 gatunki (tyle nazw zweryfikowanych i zaakceptowanych podaje The Plant List), poza tym 41 taksonów ma status gatunków niepewnych (niezweryfikowanych).

## Lista gatunków
- Ixora accedens Valeton
- Ixora aciculiflora Bremek.
- Ixora acuminatissima Müll.Arg.
- Ixora acuticauda Bremek.
- Ixora aegialodes Bremek.

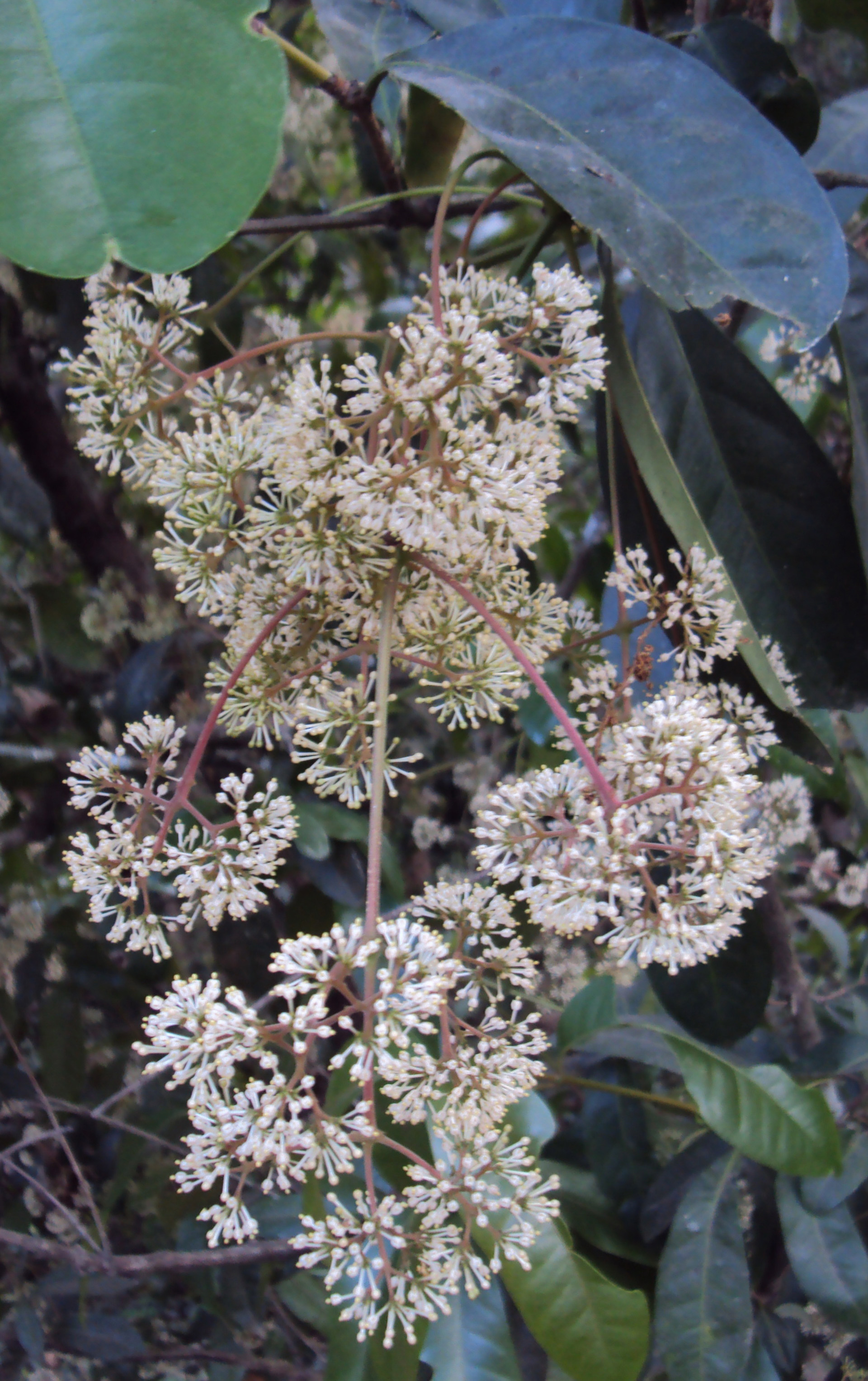
Ixora brachiata

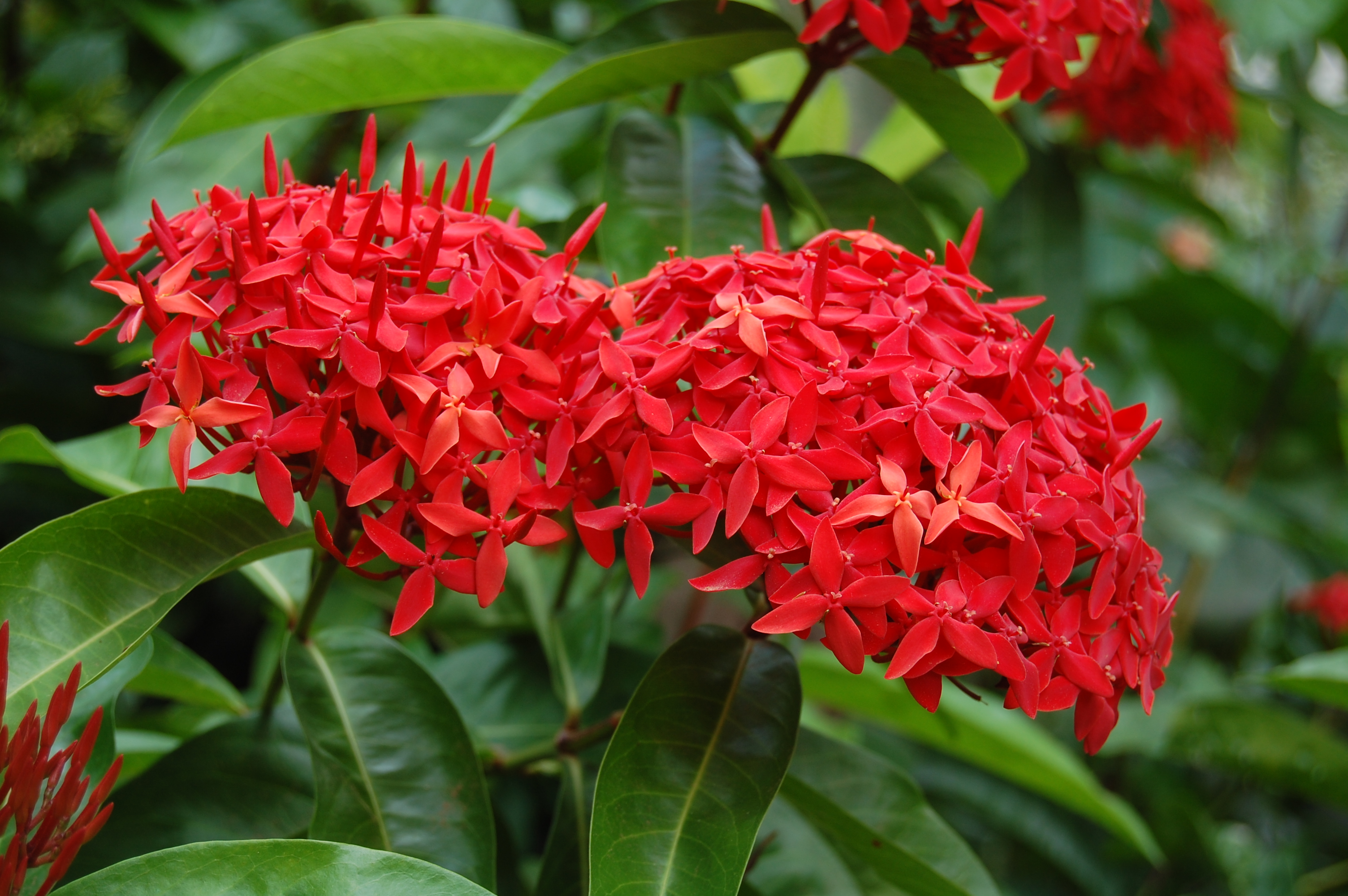
Ixora casei

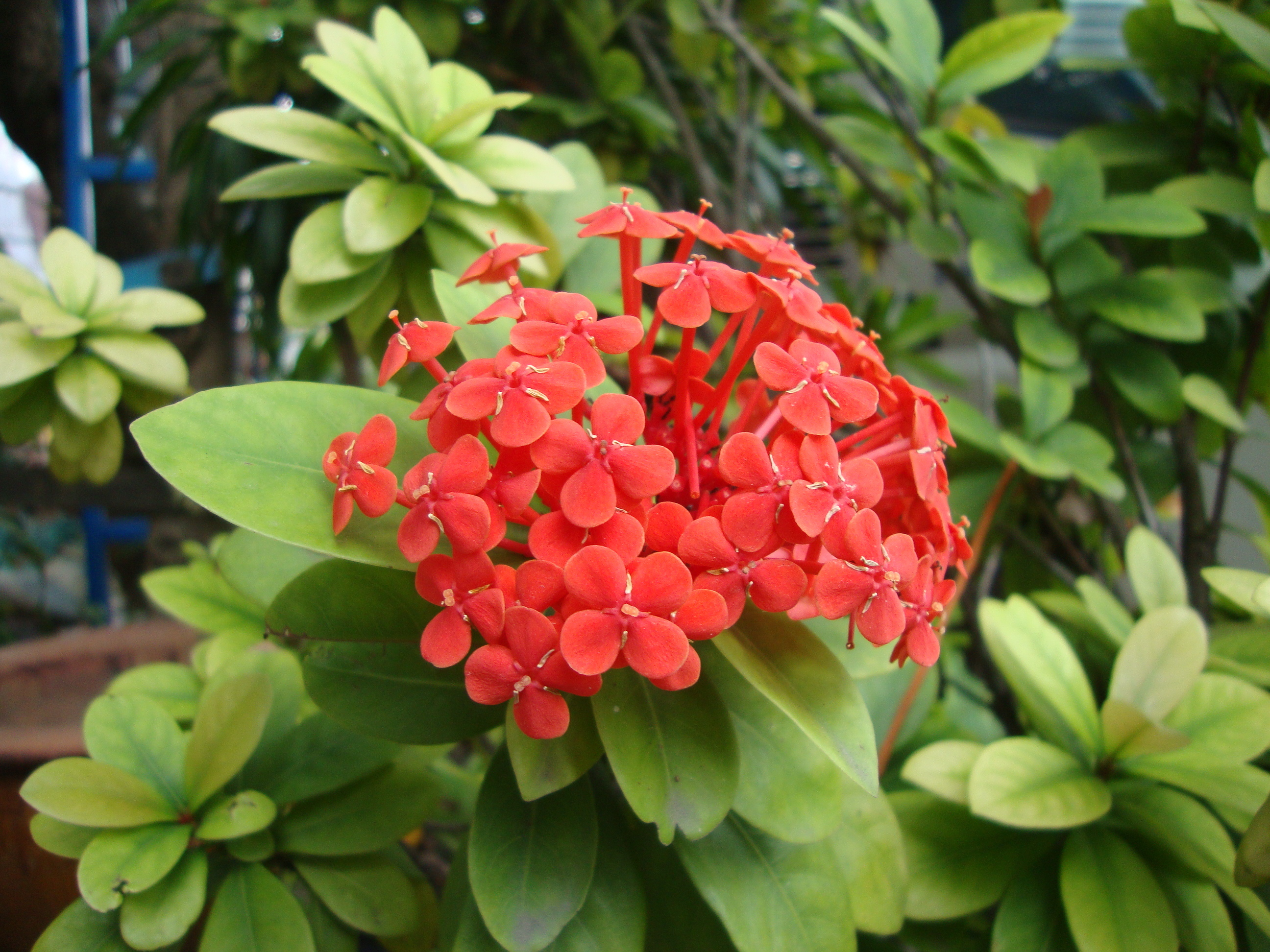
Iksora sztywna

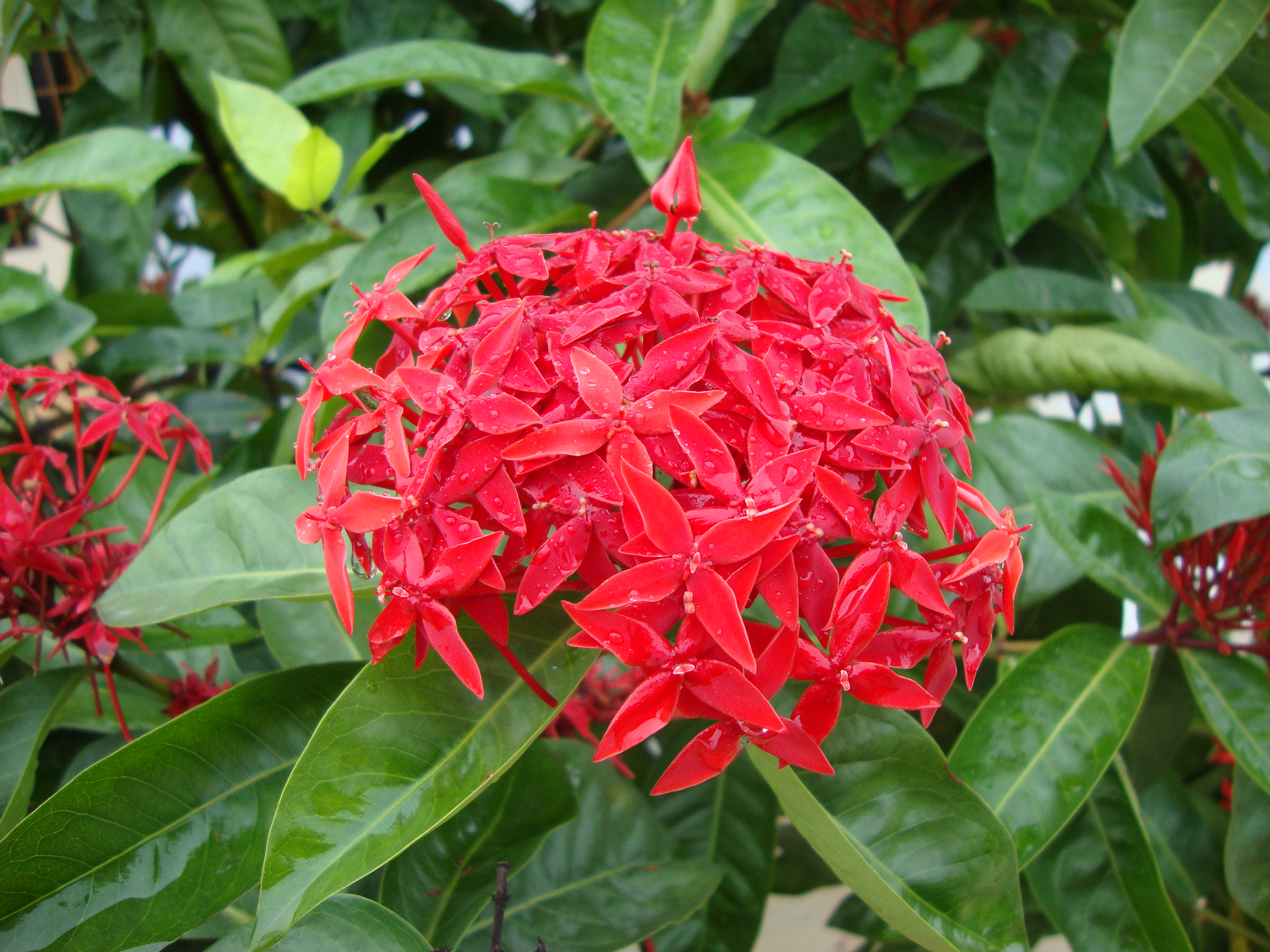
Iksora szkarłatna

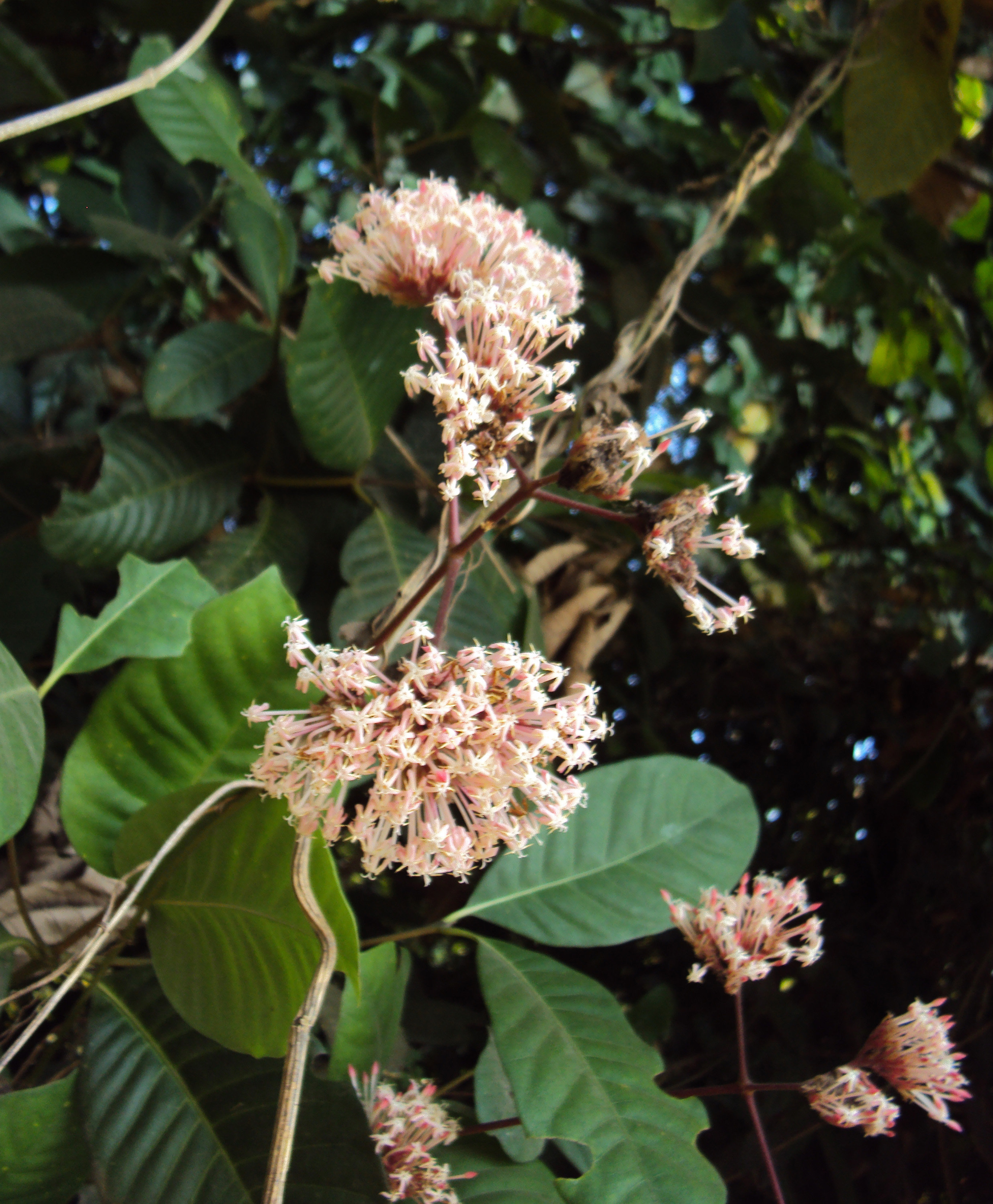
Ixora elongata

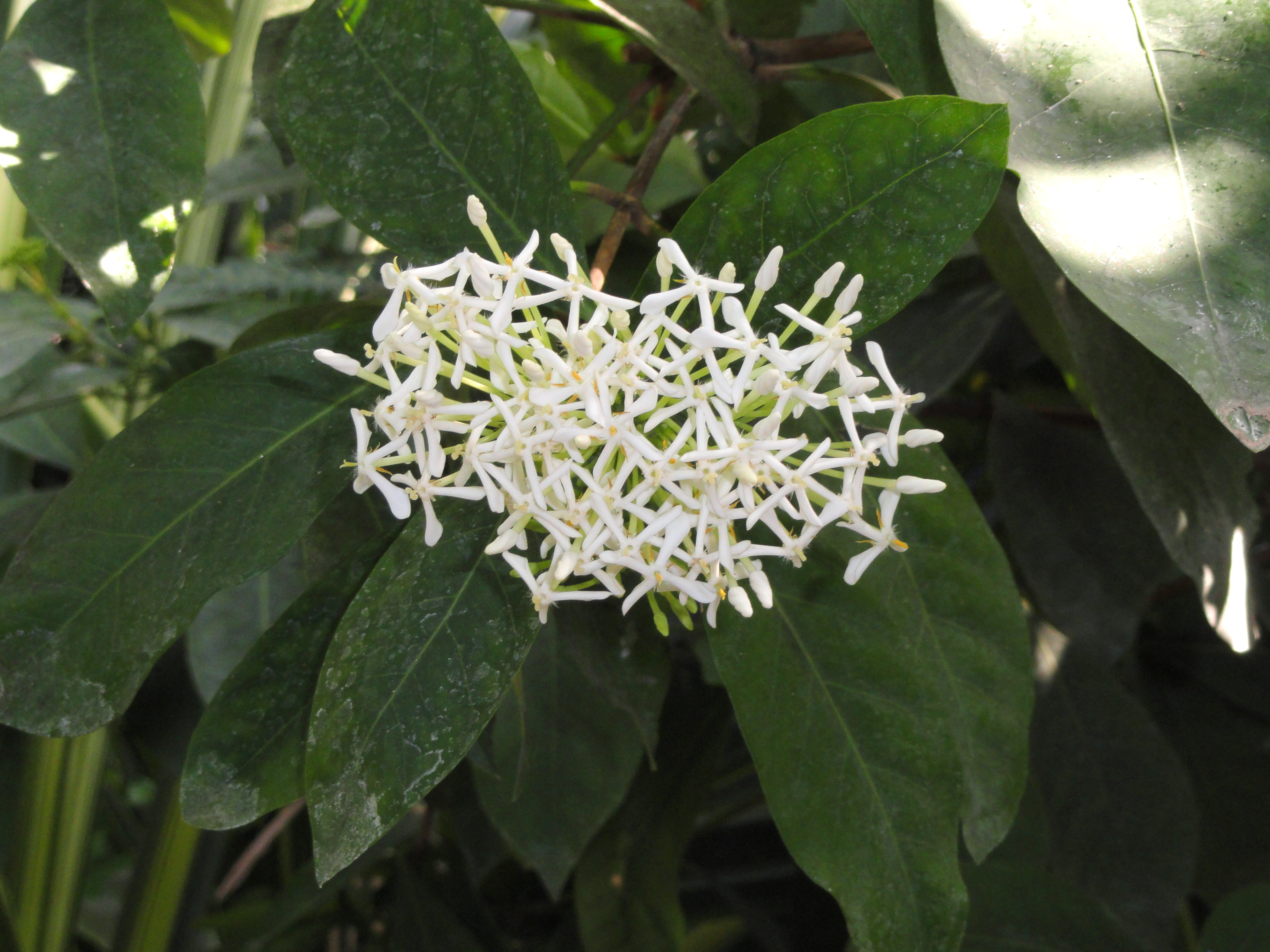
Ixora finlaysoniana

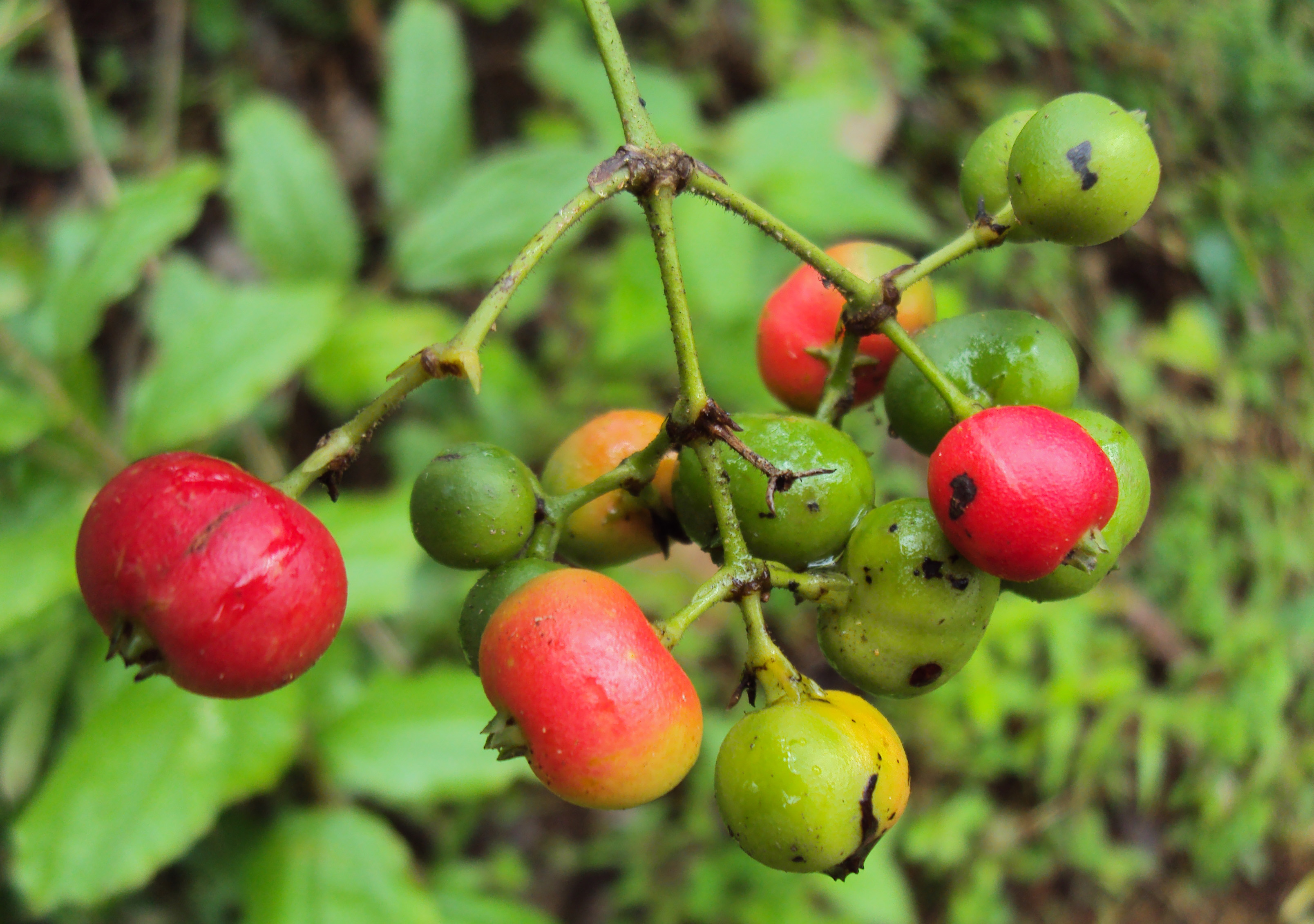
Ixora malabarica

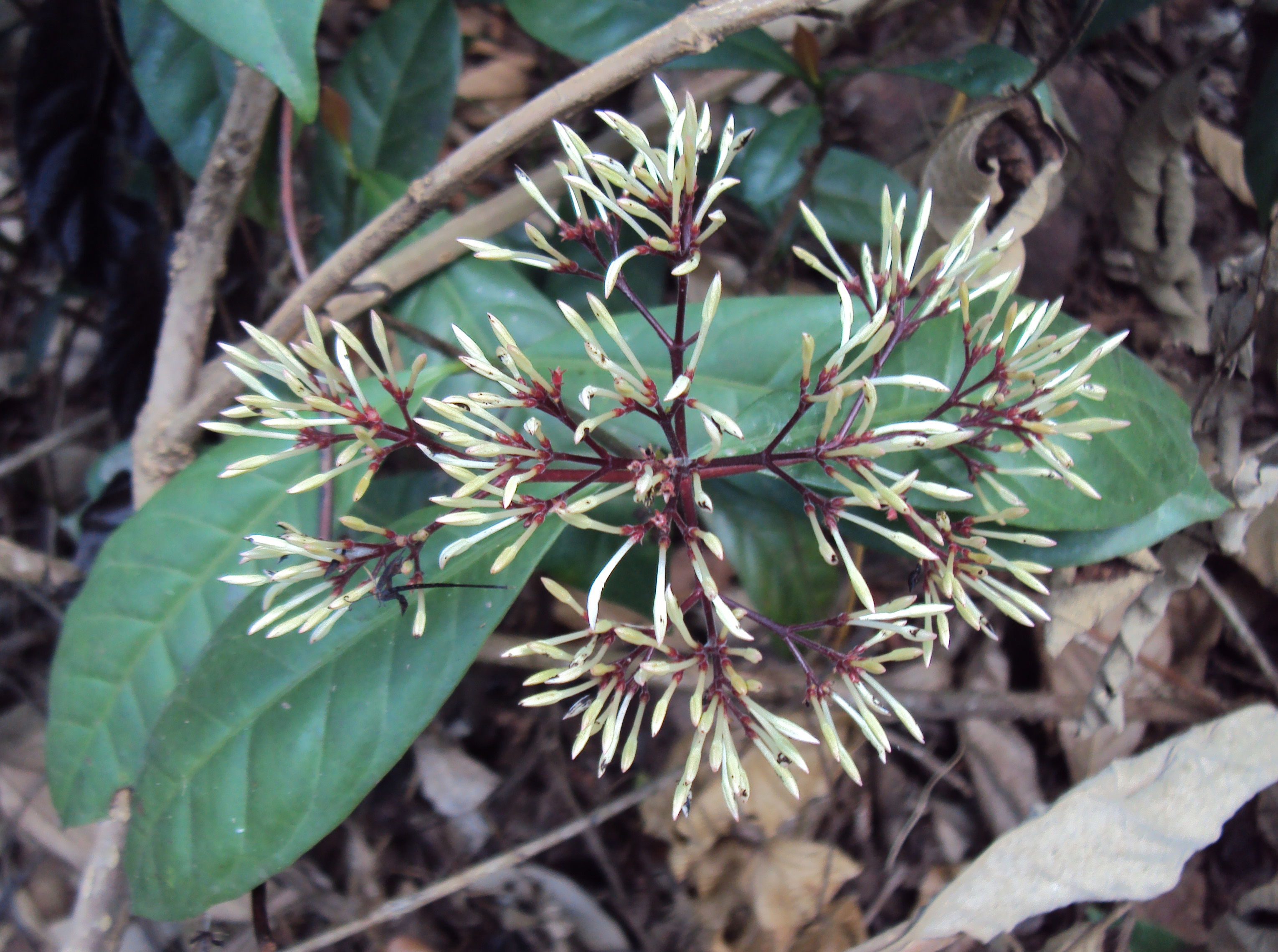
Ixora nigricans

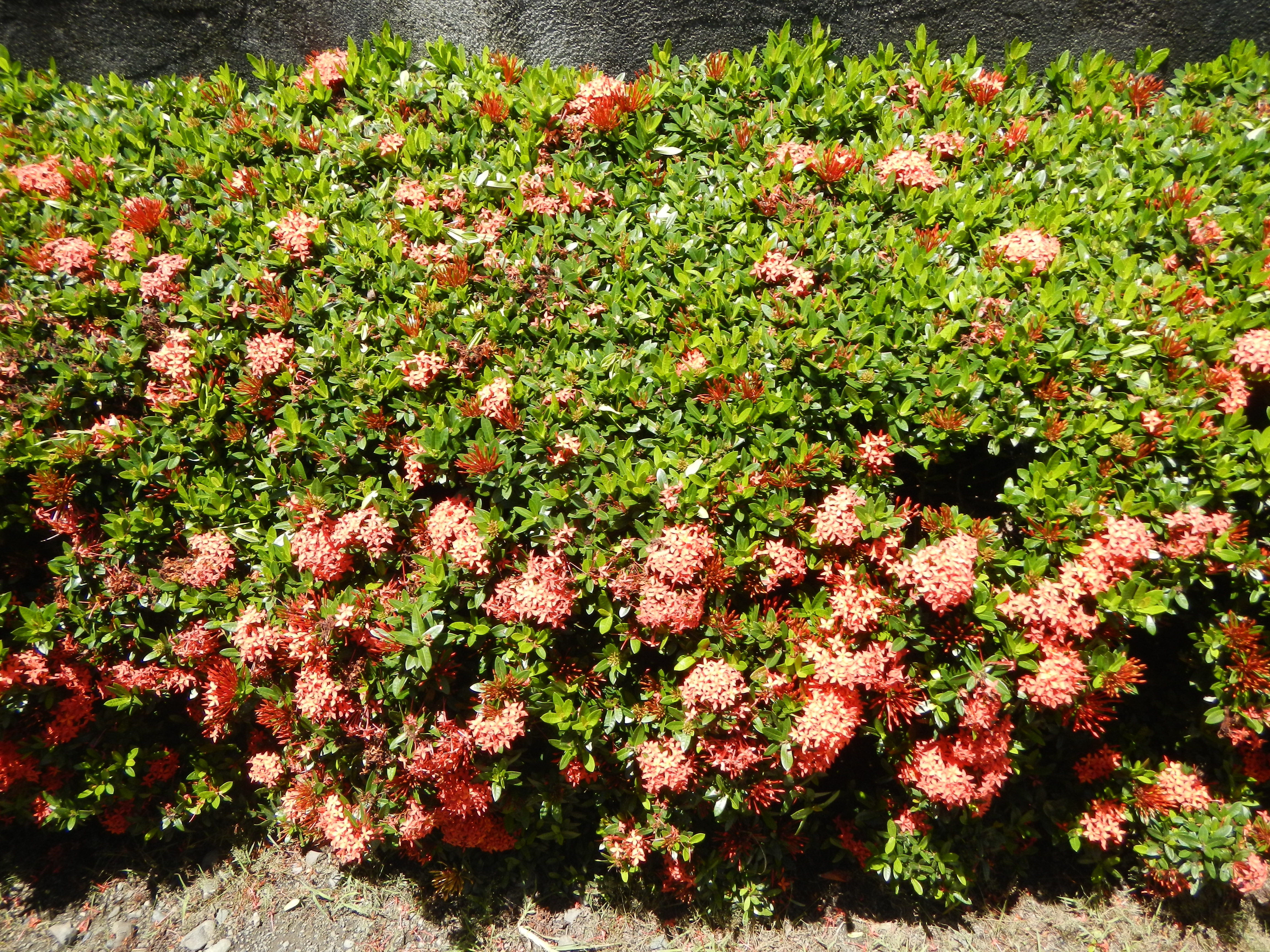
Ixora notoniana

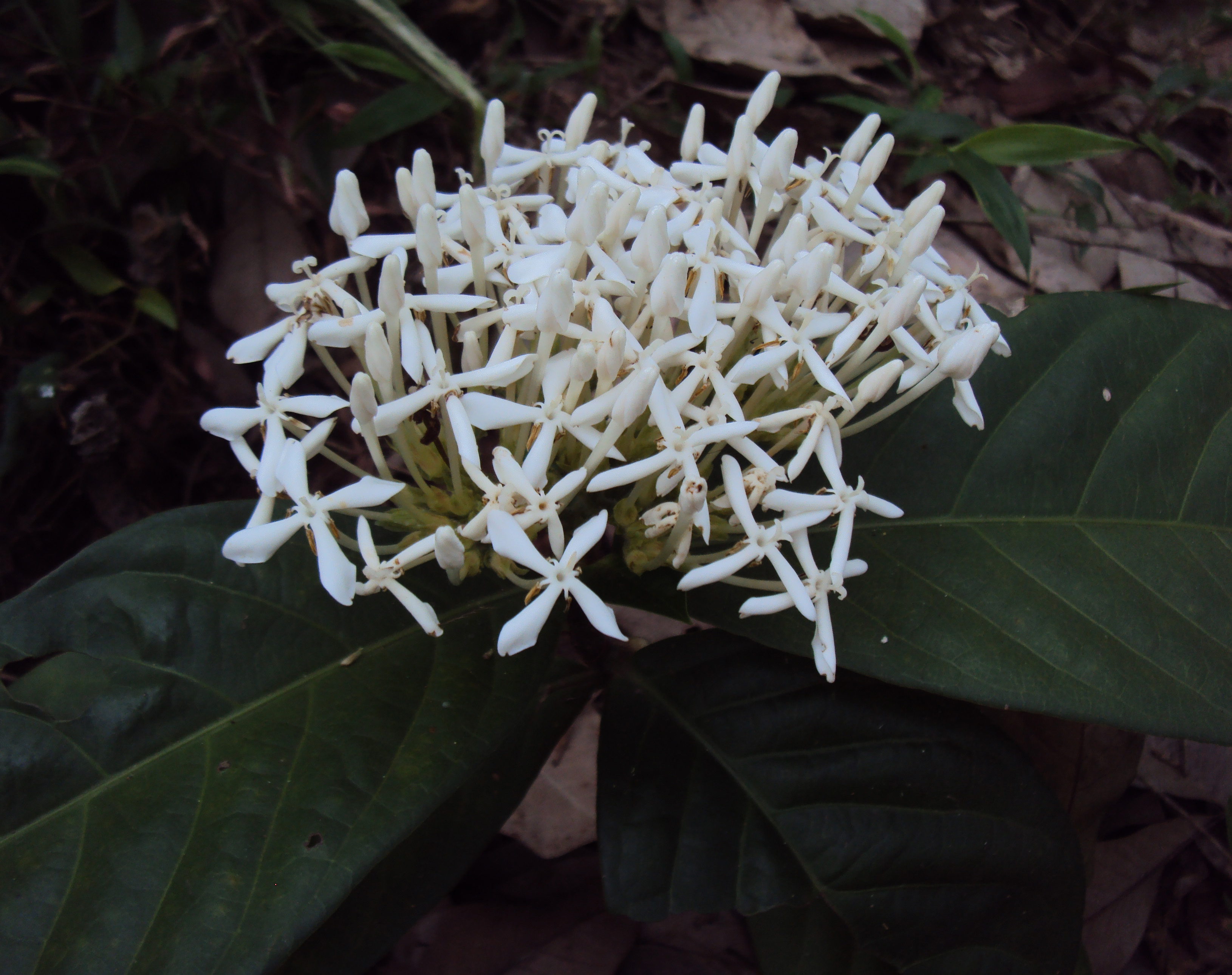
Ixora polyantha

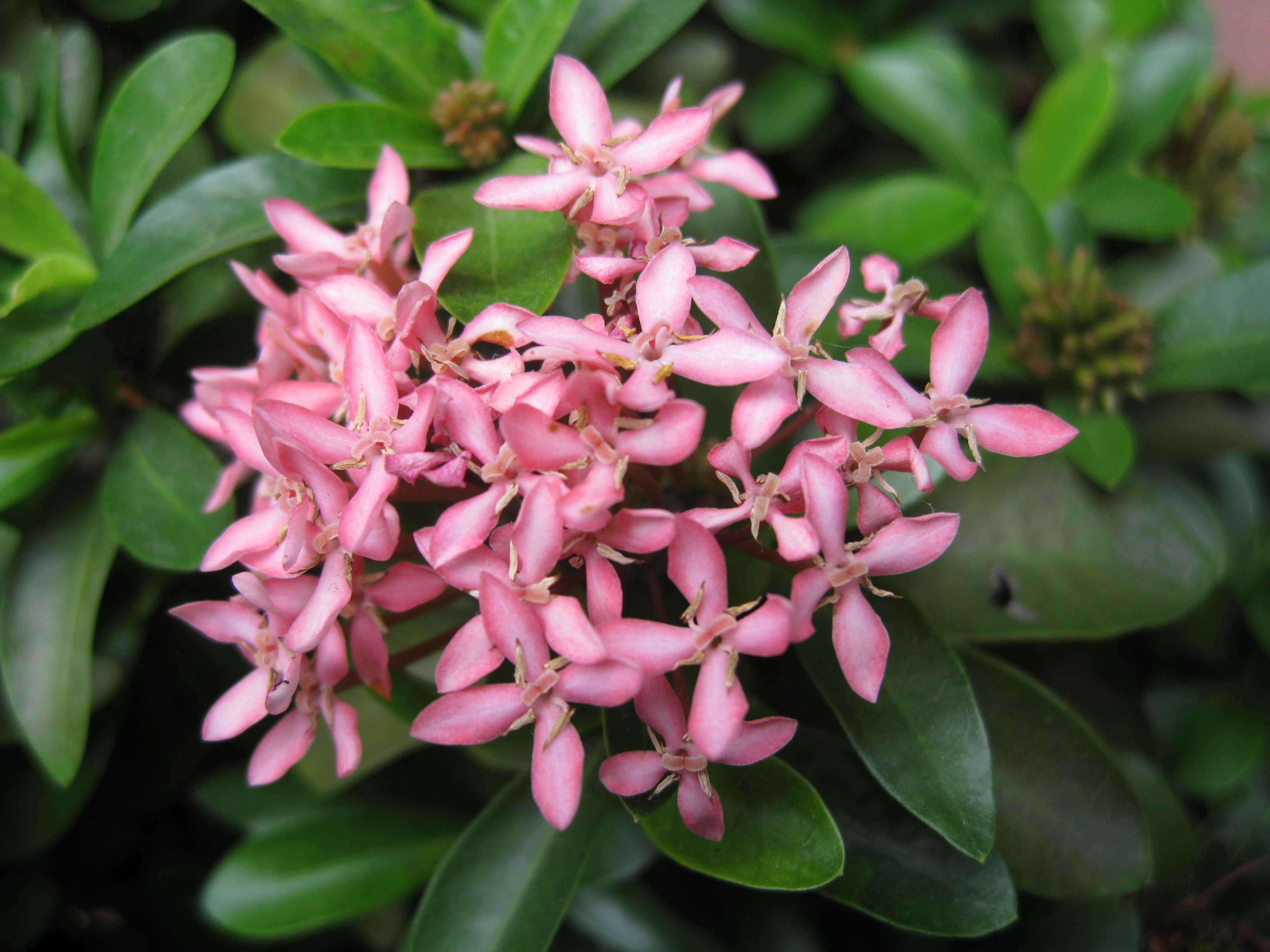
Ixora rosae

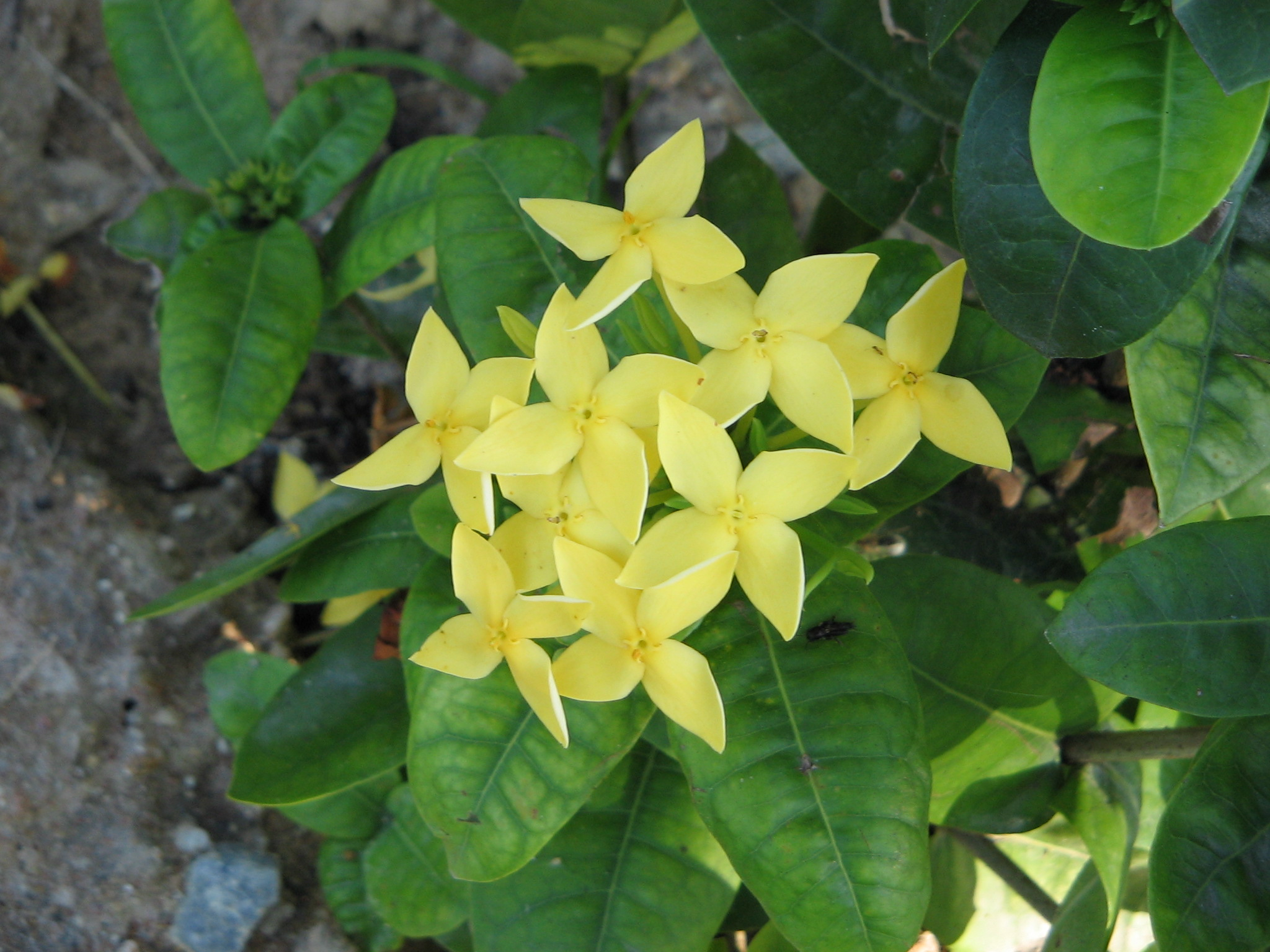
Ixora siamensis

- Ixora agasthyamalayana Sivad. & N.Mohanan
- Ixora aggregata Hutch.
- Ixora agostiniana Steyerm.
- Ixora akkeringae (Teijsm. & Binn.) Valeton ex Bremek.
- Ixora alba L.
- Ixora albersii K.Schum.
- Ixora aluminicola Steyerm.
- Ixora amapaensis Steyerm.
- Ixora amherstiensis Bremek.
- Ixora amplexicaulis Gillespie
- Ixora amplexifolia K.Schum. & Lauterb.
- Ixora amplifolia A.Gray
- Ixora andamanensis Bremek.
- Ixora aneimenodesma K.Schum.
- Ixora aneityensis Guillaumin
- Ixora angustilimba Merr.
- Ixora aoupinieensis Hoang & Mouly
- Ixora araguaiensis Delprete
- Ixora archboldii Bremek.
- Ixora arestantha A.C.Sm.
- Ixora asme Guillaumin
- Ixora athroantha Bremek.
- Ixora auricularis Chun & How ex W.Ko
- Ixora auriculata Elmer
- Ixora aurorea Ridl.
- Ixora backeri Bremek.
- Ixora bahiensis Benth.
- Ixora baileyana Bridson & L.G.Adams
- Ixora balakrishnii Deb & Rout
- Ixora balansae Pit.
- Ixora baldwinii Keay
- Ixora balinensis Bremek.
- Ixora bancana Bremek.
- Ixora banjoana K.Krause
- Ixora barbata Roxb. ex Sm.
- Ixora barberae Bremek.
- Ixora bartlingii Elmer
- Ixora batesii Wernham
- Ixora batuensis Bremek.
- Ixora bauchiensis Hutch. & Dalziel
- Ixora beckleri Benth.
- Ixora beddomei T.Husain & S.R.Paul
- Ixora bemangidiensis Guédès
- Ixora betongensis Craib
- Ixora bibracteata Elmer
- Ixora biflora Fosberg
- Ixora birmahica Bremek.
- Ixora blumei Zoll. & Moritzi
- Ixora borboniae Mouly & B.Bremer
- Ixora borneensis (Miq.) Boerl.
- Ixora bougainvilliae Bremek.
- Ixora brachiata Roxb.
- Ixora brachyantha Merr.
- Ixora brachyanthera Bremek.
- Ixora brachycotyla Bremek.
- Ixora brachypoda DC.
- Ixora brachypogon Bremek.
- Ixora brachyura Bremek.
- Ixora bracteata Cheeseman
- Ixora bracteolaris Müll.Arg.
- Ixora bracteolata Craib
- Ixora brandisiana Kurz
- Ixora brassii S.Moore
- Ixora brevicaudata Bremek.
- Ixora brevifolia Benth.
- Ixora breviloba Bremek.
- Ixora brevipedunculata Fosberg
- Ixora brunnescens Kurz
- Ixora brunonis Wall. ex G.Don
- Ixora bullata Turrill
- Ixora burundiensis Bridson
- Ixora butterwickii Hole
- Ixora buxina Baill.
- Ixora calcicola A.C.Sm.
- Ixora calliantha Bremek.
- Ixora callithyrsa Bremek.
- Ixora calycina Thwaites
- Ixora cambodiana Pit.
- Ixora capillaris Bremek.
- Ixora capitulifera Merr.
- Ixora capituliflora Bremek.
- Ixora carewii Horne ex Baker
- Ixora casei Hance
- Ixora caudata Bremek.
- Ixora cauliflora Montrouz.
- Ixora celebica Ridl. ex Bremek.
- Ixora cephalophora Merr.
- Ixora ceramensis Bremek.
- Ixora chartacea Elmer
- Ixora chinensis Lam. – iksora sztywna
- Ixora cibdela Craib
- Ixora cincta Bremek.
- Ixora clandestina De Block
- Ixora clarae Mouly & Pisivin
- Ixora clementium Bremek.
- Ixora clerodendron Ridl.
- Ixora coccinea L. – iksora szkarłatna
- Ixora coffeoides Valeton
- Ixora collina (Montrouz.) Beauvis.
- Ixora comptonii S.Moore
- Ixora concinna R.Br. ex Hook.f.
- Ixora conferta Valeton
- Ixora confertiflora Merr.
- Ixora confertior Bremek.
- Ixora congesta Roxb.
- Ixora congestiflora Delprete
- Ixora coralloraphis Bremek.
- Ixora cordata Merr. & L.M.Perry
- Ixora cordifolia Valeton
- Ixora coriifolia Bremek.
- Ixora coronata A.C.Sm.
- Ixora cowanii Bremek.
- Ixora crassifolia Merr.
- Ixora crassipes Boivin ex De Block
- Ixora cremixora Drake
- Ixora cumingiana Vidal
- Ixora cuneata Hunter ex Ridl.
- Ixora cuneifolia Roxb.
- Ixora curtisii Ridl.
- Ixora cuspidata Ridl.
- Ixora daemonia Bremek.
- Ixora davisii Sandwith
- Ixora deciduiflora Bremek.
- Ixora decora A.C.Sm.
- Ixora decus-silvae Bremek.
- Ixora delicatula Keay
- Ixora deliensis Bremek.
- Ixora delpyana Pierre ex Pit.
- Ixora densiflora Müll.Arg.
- Ixora densithyrsa De Block
- Ixora diversifolia R.Br. ex Kurz
- Ixora djambica Bremek.
- Ixora dolichophylla K.Schum.
- Ixora dolichothyrsa Bremek.
- Ixora dongnaiensis Pierre ex Pit.
- Ixora doreensis (Scheff.) Valeton
- Ixora dorgelonis Bremek.
- Ixora duckei Standl.
- Ixora dzumacensis Guillaumin
- Ixora ebracteolata Merr.
- Ixora effusa Chun & F.C.How
- Ixora elegans Gillespie
- Ixora elisae Mouly & Pisivin
- Ixora elongata B.Heyne ex G.Don
- Ixora eludens Bremek.
- Ixora emirnensis Baker
- Ixora endertii Bremek.
- Ixora engganensis Bremek.
- Ixora ensifolia Merr. & L.M.Perry
- Ixora eriantha A.Gray
- Ixora erythrocarpa K.Schum. & Lauterb.
- Ixora eugenioides Pierre ex Pit.
- Ixora euosmia K.Schum.
- Ixora fallax Bremek.
- Ixora farinosa Bremek.
- Ixora faroensis Standl.
- Ixora fastigiata (R.D.Good) Bremek.
- Ixora ferrea (Jacq.) Benth.
- Ixora filiflora Bremek.
- Ixora filipendula Bremek.
- Ixora filipes Valeton
- Ixora filmeri Elmer
- Ixora finlaysoniana Wall. & G.Don
- Ixora flagrans Bremek.
- Ixora flavescens Pierre ex Pit.
- Ixora floribunda (A.Rich.) Griseb.
- Ixora florida S.Moore
- Ixora foliicalyx Guédès
- Ixora foliosa Hiern
- Ixora forbesii Bremek.
- Ixora fragrans (Hook. & Arn.) A.Gray
- Ixora francavillana Müll.Arg.
- Ixora francii Schltr. & K.Krause
- Ixora fucosa Bremek.
- Ixora fugiens Bremek.
- Ixora fulgens Roxb.
- Ixora fulgida Ridl.
- Ixora fulviflora Bremek.
- Ixora funckii Wernham
- Ixora fusca Geddes
- Ixora fuscescens Valeton ex Merr.
- Ixora gamblei V.S.Ramach. & V.J.Nair
- Ixora gardneriana Benth.
- Ixora gibbsiae Bremek.
- Ixora gigantea Rech.
- Ixora gigantifolia Elmer
- Ixora glaucina (Teijsm. & Binn.) Kurz
- Ixora glomeruliflora Bremek.
- Ixora goalparensis Bremek.
- Ixora graciliflora Benth.
- Ixora grandifolia Zoll. & Moritzi
- Ixora granulata Bremek.
- Ixora greenwoodiana A.C.Sm.
- Ixora guillotii Hochr.
- Ixora guineensis Benth.
- Ixora guluensis Valeton ex Merr.
- Ixora gyropogon Bremek.
- Ixora hainanensis Merr.
- Ixora hajupensis Valeton
- Ixora hallieri Bremek.
- Ixora hartiana De Block
- Ixora harveyi (A.Gray) A.C.Sm.
- Ixora havilandii Ridl.
- Ixora hekouensis Tao Chen
- Ixora helwigii Bremek.
- Ixora henryi H.Lév.
- Ixora heterodoxa Müll.Arg.
- Ixora hiernii Scott-Elliot
- Ixora himantophylla Bremek.
- Ixora hippoperifera Bremek.
- Ixora hookeri (Oudem.) Bremek.
- Ixora hymenophylla Bremek.
- Ixora ilocana Merr.
- Ixora imitans Bremek.
- Ixora inaequifolia C.B.Rob.
- Ixora inexpecta Bremek.
- Ixora inodora Rech.
- Ixora insignis Chun & How ex W.Ko
- Ixora insularum Bremek.
- Ixora intensa K.Krause
- Ixora intermedia Elmer
- Ixora intropilosa Steyerm.
- Ixora inundata Hiern
- Ixora irosinensis Elmer
- Ixora irwinii Delprete
- Ixora iteaphylla Bremek.
- Ixora iteoidea Bremek.
- Ixora ixoroides (Guillaumin) Mouly & B.Bremer
- Ixora jacobsonii Bremek.
- Ixora jaherii Bremek.
- Ixora javanica (Blume) DC.
- Ixora johnsonii Hook.f.
- Ixora jourdanii Mouly & J.Florence
- Ixora jucunda Thwaites
- Ixora junghuhnii Bremek.
- Ixora kachinensis Deb & Rout
- Ixora kaniensis Valeton
- Ixora karimatica Bremek.
- Ixora katchalensis T.Husain & S.R.Paul
- Ixora kavalliana K.Schum.
- Ixora keenanii Deb & Rout
- Ixora keithii Ridl.
- Ixora kerrii Craib
- Ixora kerstingii K.Schum. & Lauterb.
- Ixora keyensis Warb.
- Ixora killipii Standl.
- Ixora kinabaluensis Stapf
- Ixora kingdon-wardii Bremek.
- Ixora kingstoni Hook.f.
- Ixora kjellbergii Bremek.
- Ixora knappiae C.M.Taylor
- Ixora koordersii (Ridl.) Bremek.
- Ixora korthalsiana Kurz
- Ixora krewanhensis Pierre ex Pit.
- Ixora kuakuensis S.Moore
- Ixora kurziana (Teijsm. & Binn.) Kurz
- Ixora labuanensis Bremek.
- Ixora lacei Bremek.
- Ixora lacuum Bremek.
- Ixora lakshnakarae Craib
- Ixora lanceolaria Colebr.
- Ixora lanceolata Lam.
- Ixora lancisepala Ridl.
- Ixora laotica Pit.
- Ixora laurentii De Wild.
- Ixora lawsonii Gamble
- Ixora laxiflora Sm.
- Ixora le-testui Pellegr.
- Ixora lebangharae Bremek.
- Ixora lecardii Guillaumin
- Ixora ledermannii K.Krause
- Ixora leptopus Valeton
- Ixora leucocarpa Elmer
- Ixora leytensis Elmer
- Ixora liberiensis De Block
- Ixora linggensis Bremek.
- Ixora littoralis Merr.
- Ixora lobbii Loudon
- Ixora loerzingii Bremek.
- Ixora longhanensis Tao Chen
- Ixora longibracteata Bremek.
- Ixora longiloba Guillaumin
- Ixora longipedunculata De Wild.
- Ixora longipes (DC.) Zoll. & Moritzi
- Ixora longissima Merr.
- Ixora longistipula Merr.
- Ixora lucida R.Br. ex Hook.f.
- Ixora lunutica C.E.C.Fisch.
- Ixora luzoniensis Merr.
- Ixora macgregorii C.B.Rob.
- Ixora macilenta De Block
- Ixora macrantha (Steud.) Bremek.
- Ixora macrocotyla Bremek.
- Ixora macrophylla Bartl. ex DC.
- Ixora macrosiphon Kurz
- Ixora macrothyrsa (Teijsm. & Binn.) T.Moore
- Ixora magnifica Elmer
- Ixora makassarica Bremek.
- Ixora malabarica (Dennst.) Mabb.
- Ixora malacophylla Drake
- Ixora malaica Hunter ex Ridl.
- Ixora malayana Bremek.
- Ixora mandalayensis Bremek.
- Ixora mangabensis Aug.DC.
- Ixora mangoliensis Bremek.
- Ixora margaretae (N.Hallé) Mouly & B.Bremer
- Ixora marquesensis F.Br.
- Ixora marsdenii Ridl.
- Ixora martinsii Standl.
- Ixora maxima Seem.
- Ixora maymyensis Bremek.
- Ixora mearnsii Merr.
- Ixora meeboldii Craib
- Ixora megalothyrsa Bremek.
- Ixora mekongensis Pit.
- Ixora membranifolia Valeton ex Merr.
- Ixora mentangis Bremek.
- Ixora mercaraica T.Husain & S.R.Paul
- Ixora merguensis Hook.f.
- Ixora microphylla Drake
- Ixora mildbraedii K.Krause
- Ixora miliensis Bremek.
- Ixora minahassae Bremek.
- Ixora mindanaensis Merr.
- Ixora minor (Valeton) Mouly & B.Bremer
- Ixora minutiflora Hiern
- Ixora miquelii Bremek.
- Ixora mirabilis Bremek.
- Ixora mjoebergii Merr.
- Ixora mocquerysii Aug.DC.
- Ixora mollirama Bremek.
- Ixora moluccana Bremek.
- Ixora mooreensis (Nadeaud) Fosberg
- Ixora moszkowskii Bremek.
- Ixora motleyi Bremek.
- Ixora mucronata Warb.
- Ixora muelleri Bremek.
- Ixora myitkyinensis Bremek.
- Ixora myriantha Merr.
- Ixora myrsinoides A.C.Sm.
- Ixora myrtifolia A.C.Sm.
- Ixora namatanaica Bremek.
- Ixora nana Robbr. & Lejoly
- Ixora nandarivatensis Gillespie
- Ixora narcissodora K.Schum.
- Ixora natunensis Bremek.
- Ixora nematopoda K.Schum.
- Ixora neocaledonica Hochr.
- Ixora neriifolia Jack
- Ixora nicaraguensis Wernham
- Ixora nicobarica Bremek.
- Ixora nienkui Merr. & Chun
- Ixora nigerica Keay
- Ixora nigricans R.Br. ex Wight & Arn.
- Ixora nimbana Schnell
- Ixora nitens (Poir.) Mouly & B.Bremer
- Ixora nitidula Bremek.
- Ixora nonantha Bremek.
- Ixora notoniana Wall. ex G.Don
- Ixora novemnervia Lour.
- Ixora novoguineensis Mouly & B.Bremer
- Ixora oblongifolia Elmer
- Ixora obtusiloba Bremek.
- Ixora odoratiflora Valeton
- Ixora oligantha Schltr. & K.Krause
- Ixora ooumuensis J.Florence
- Ixora opaca R.Br. ex G.Don
- Ixora oreogena S.T.Reynolds & P.I.Forst.
- Ixora oresitropha Bremek.
- Ixora orohenensis Nadeaud
- Ixora orophila Bremek.
- Ixora orovilleae Bremek.
- Ixora otophora Bremek.
- Ixora ovalifolia Bremek.
- Ixora palawaensis Merr.
- Ixora palembangensis Bremek.
- Ixora paludosa (Blume) Kurz
- Ixora panurensis Müll.Arg.
- Ixora paradoxalis Bremek.
- Ixora paraopaca W.C.Ko
- Ixora parkeri Bremek.
- Ixora parviflora Lam.
- Ixora patens Ridl.
- Ixora patula Bremek.
- Ixora pauciflora DC.
- Ixora pauper Valeton
- Ixora pavetta Andr.
- Ixora peculiaris De Block
- Ixora pedionoma A.C.Sm.
- Ixora pelagica Seem.
- Ixora pendula Jack
- Ixora peruviana (Spruce ex K.Schum.) Standl.
- Ixora phellopus K.Schum.
- Ixora philippinensis Merr.
- Ixora phuluangensis Chamch.
- Ixora pierrei Merr.
- Ixora pilosa Merr.
- Ixora piresii Steyerm.
- Ixora platythyrsa Baker
- Ixora polita (Miq.) Boerl.
- Ixora polyantha Wight
- Ixora polycephala Bremek.
- Ixora potaroensis Steyerm.
- Ixora praestans Bremek.
- Ixora praetermissa De Block
- Ixora prolixa A.C.Sm.
- Ixora pseudoacuminata Deb & Rout
- Ixora pseudoamboinica (Korth.) Kuntze
- Ixora pseudojavanica Bremek.
- Ixora pubescens Willd. ex Schult. & Schult.f.
- Ixora pubiflora DC.
- Ixora pubifolia A.C.Sm.
- Ixora pubigera Pit.
- Ixora pubirama Bremek.
- Ixora pudica Baker
- Ixora pyrantha Bremek.
- Ixora pyrrhostaura Bremek.
- Ixora raiateensis J.W.Moore
- Ixora raivavaensis Fosberg
- Ixora rakotonasoloi De Block
- Ixora rangonensis Bremek.
- Ixora recurva (Roxb.) Kurz
- Ixora reducta Drake ex Guédès
- Ixora reticulata (Blume) Boerl.
- Ixora rhododactyla Bremek.
- Ixora richardiana Müll.Arg.
- Ixora ridsdalei Mouly & B.Bremer
- Ixora riparum K.Krause
- Ixora rivalis Valeton
- Ixora robinsonii Ridl.
- Ixora roemeri Bremek.
- Ixora romburghii Bremek.
- Ixora rosacea Perr.
- Ixora roseituba Bremek.
- Ixora rubrinervis Bremek.
- Ixora rufa Müll.Arg.
- Ixora rugosirama Bremek.
- Ixora rugulosa Wall. ex Kurz
- Ixora ruttenii Bremek.
- Ixora sabangensis Bremek.
- Ixora salicifolia (Blume) DC.
- Ixora salwenensis Bremek.
- Ixora samarensis Merr.
- Ixora sambiranensis Homolle ex Guédès
- Ixora samoensis A.Gray
- Ixora sandwithiana Steyerm.
- Ixora saulierei Gamble
- Ixora scandens Bremek.
- Ixora scheffleri K.Schum. & K.Krause
- Ixora schlechteri Bremek.
- Ixora schomburgkiana Benth.
- Ixora scortechinii King & Gamble
- Ixora seretii De Wild.
- Ixora sessililimba Merr.
- Ixora setchellii Fosberg
- Ixora siamensis Wall. ex G.Don
- Ixora siantanensis Bremek.
- Ixora simalurensis Bremek.
- Ixora siphonantha Oliv.
- Ixora sivarajiana Pradeep
- Ixora smeruensis Bremek.
- Ixora solomonensis (Ridsdale) Mouly & B.Bremer
- Ixora solomonensium Bremek.
- Ixora somosomaensis Gillespie
- Ixora sparsiflora Elmer
- Ixora sparsifolia K.Krause
- Ixora spathoidea F.Br.
- Ixora spectabilis Wall. ex G.Don
- Ixora spirei Pit.
- Ixora spruceana Müll.Arg.
- Ixora st-johnii Fosberg
- Ixora steenisii Bremek.
- Ixora stenophylla (Korth.) Kuntze
- Ixora stenothyrsa Bremek.
- Ixora stenura Bremek.
- Ixora stipulata (Vell.) Müll.Arg.
- Ixora stokesii F.Br.
- Ixora storckii Seem.
- Ixora subauriculata Bremek.
- Ixora subsessilis Wall. ex G.Don
- Ixora sulaensis Bremek.
- Ixora sumbawensis Bremek.
- Ixora symphorantha Bremek.
- Ixora synactica De Block
- Ixora syringiflora (Schltdl.) Müll.Arg.
- Ixora tahuataensis Mouly & J.Florence
- Ixora talaudensis Bremek.
- Ixora tanzaniensis Bridson
- Ixora tavoyana Bremek.
- Ixora temehaniensis J.W.Moore
- Ixora temptans Bremek.
- Ixora tenelliflora Merr.
- Ixora tengerensis Bremek.
- Ixora tenuiflora Roxb.
- Ixora tenuifolia Bremek.
- Ixora tenuipedunculata Merr.
- Ixora tenuis De Block
- Ixora thwaitesii Hook.f.
- Ixora tibetana Bremek.
- Ixora tidorensis (Miq.) Bremek.
- Ixora tigriomustax Bremek.
- Ixora timorensis Decne.
- Ixora treubii Bremek.
- Ixora triantha Volkens
- Ixora trichandra Bremek.
- Ixora trichobotrys Merr.
- Ixora trichocalyx Hochr.
- Ixora trilocularis (Balf.f.) Mouly & B.Bremer
- Ixora trimera Guédès
- Ixora tsangii Merr. ex H.L.Li
- Ixora tubiflora A.C.Sm.
- Ixora tunicata Bremek.
- Ixora uahukaensis Lorence & W.L.Wagner
- Ixora uapouensis Lorence & W.L.Wagner
- Ixora umbellata Valeton ex Koord. & Valeton
- Ixora umbricola Bremek.
- Ixora undulata Roxb.
- Ixora upolensis Rech.
- Ixora urophylla Bremek.
- Ixora valetoniana Mouly & B.Bremer
- Ixora vaughanii (Verdc.) Mouly & B.Bremer
- Ixora venezuelica Steyerm.
- Ixora venulosa Benth.
- Ixora venusta Bremek.
- Ixora versteegii Bremek.
- Ixora verticillata (Vell.) Müll.Arg.
- Ixora vieillardii Guillaumin
- Ixora violacea Lour.
- Ixora vitiensis A.Gray
- Ixora whitei S.Moore
- Ixora winkleri Bremek.
- Ixora woodii Bremek.
- Ixora yaouhensis Schltr.
- Ixora yavitensis Steyerm.
- Ixora ysabellae Bremek.
- Ixora yunckeri A.C.Sm.
- Ixora yunnanensis Hutch.
- Ixora zollingeriana Bremek.